# Hans Sion
Johann „Hans“ Sion (* 24. März 1911 in Köln; † 3. Januar 1998 ebenda) war ein deutscher Bierbrauer und Lokalpolitiker (FDP). Er entwickelte die Kölsch-Marke Sion-Kölsch weiter und machte sie bekannt.

## Leben
Sions Vater Jean erwarb 1912 die Gaststätte in Köln, Unter Taschenmacher 5, verstarb jedoch schon 1915. Unter Taschenmacher 5 wurde bereits von Richardus Comes 1287 erbaut, als die Straße noch „An Rindshuderen“ hieß und auf die Verarbeitung von Rinderhäuten hinwies. Vornehm wurde sie dann umbenannt in „Inter Corduanarios“, also „bei den Corduan Lederverarbeitern“ – unter Taschenmacher.
Eine Erbengemeinschaft führte das Brauhaus bis 1928, als es vom Brauereibesitzer Georg Risch, der die Witwe von Jean Sion geheiratet hatte, übernommen wurde. Er übergab die Geschäfte 1936 schließlich an seinen Stiefsohn, der die elterliche Brauerei fortführte. Am 30. Mai 1942 wurde sie bei einem Bombenangriff völlig zerstört. Neben seinem Jurastudium erwarb Sion auch den Titel des Braumeisters. 1945 begann er, mit einer Kölsch-Kampagne seine Brauerei-Kollegen von der Bedeutung des obergärigen Bieres für die Stadt zu überzeugen. Am 13. April 1951 fand die Einweihung des zerstörten Brauhauses an alter Stätte statt. Zwischen 1948 und 1983 war er Erster Vorsitzender des Kölner Brauerei-Verbandes. 1961 wurde er Stadtverordneter in der FDP-Fraktion, ab 28. März 1963 Bürgermeister von Köln für eine Legislaturperiode. Er war Mitbegründer der 1986 unterzeichneten Kölsch-Konvention.

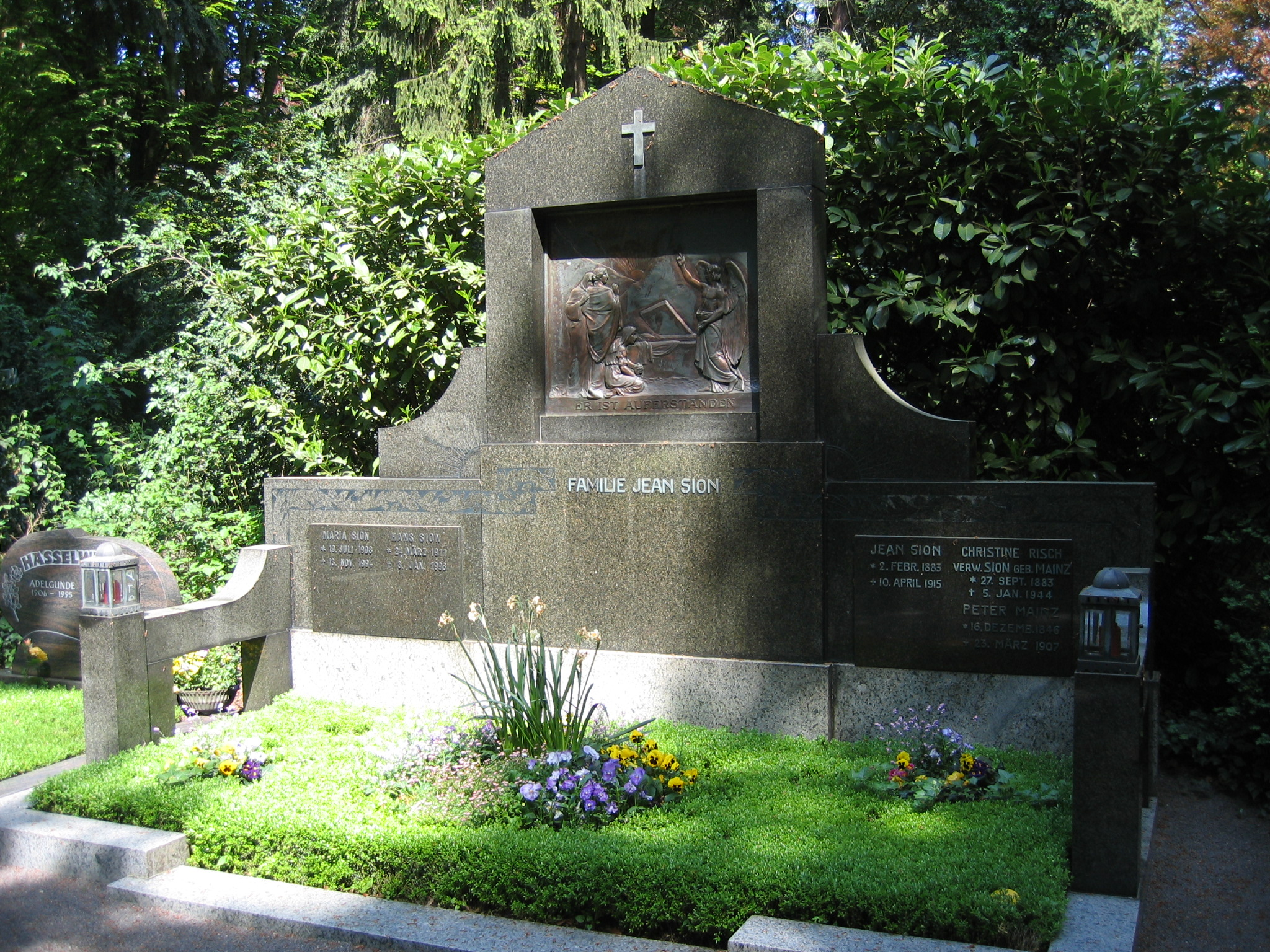
Familiengrab Sion auf dem Kölner Südfriedhof

Hans Sion gehörte 1997 zu den Initiatoren des Kölner Brauhauswanderwegs und verstarb kurz danach 1998. Beerdigt wurde er im Familiengrab auf dem Kölner Südfriedhof (Flur 8). Sein Sohn Hans Georg Sion führte seitdem die Geschäfte des Brauhauses weiter. Genau genommen ist es kein Brauhaus, da nach der Zerstörung 1942 nicht mehr selbst gebraut wurde. Sion gehört vielmehr seit 1994 zum „Kölner Verbund“ und wird gemeinsam mit dessen anderen Marken u. a. Gilden-, Kurfürsten- und Sester-Kölsch gebraut.

## Ehrungen
1976 erhielt er das Bundesverdienstkreuz 1. Klasse, 1995 das Große Verdienstkreuz des Verdienstordens der Bundesrepublik Deutschland.